# Centrum podpory přírodovědného vzdělávání PřF UJEP
Centrum podpory přírodovědného vzdělávání je jednou z osmi součástí Přírodovědecké fakulty Univerzity Jana Evangelisty Purkyně v Ústí nad Labem. Vedoucím Centra je doc. PhDr. Kateřina Jančaříková, Ph.D.

## Historie
Centrum podpory přírodovědného vzdělávání (CPPV) založil děkan doc. RNDr. Michal Varady, Ph.D. 1. března 2020 jako osmou součást Přírodovědecké fakulty Univerzity Jana Evangelisty Purkyně v Ústí nad Labem. Založení CPPV bylo iniciováno potřebou mezioborové spolupráce v oblasti didaktik přírodovědných předmětů, matematiky a informatiky a společné komunikace problémů a potřeb základních a středních škol v ústeckém regionu. 

## Cíle
Cílem Centra podpory přírodovědného vzdělávání je podpora aktivit fakulty směřujících k rozvoji přírodovědného vzdělávání, k přípravě budoucích učitelů biologie, chemie, fyziky, geografie, informatiky, matematiky a lektorů environmentální výchovy a propagaci těchto oborů směrem k veřejnosti a školám nejen v ústeckém regionu.
Akademičtí pracovníci Centra zabezpečují výuku didaktických předmětů, řeší rozvojové a výzkumné projekty v oblasti didaktik přírodovědných předmětů, publikují v didakticky zaměřených časopisech, spolupracují na tvorbě učebnic a výukových materiálů pro základní i střední školy, pořádají oborové semináře pro žáky, studenty a učitele, podílejí se na organizaci letních škol a oborových soutěží, komunikují se zástupci fakultních škol a dalšími aktéry vzdělávací politiky a aktivně působí v profesních organizacích zaměřených na problematiku přírodovědného vzdělávání.

## Oboroví didaktici - členové CPPV
- Mgr. & Mgr. Petr Trahorsch, Ph.D. - zástupce vedoucí
- RNDr. Eva Hejnová, Ph.D.
- PhDr. Magdalena Krátká, Ph.D.
- RNDr. Jan Krejčí, Ph.D.
- PhDr. Ing. Silvie Svobodová, Ph.D.
- RNDr. Milan Šmídl, Ph.D.
- Mgr. Monika Pelikánová
- PhDr. Jiří Přibyl, Ph.D.
- Ing. Magda Škvorová, Ph.D.

## Úspěchy
V roce 2022 byla udělena cenu rektora UJEP za knihu roku v oblasti společenské, humanitní a umělecké doc. PhDr. Kateřina Jančaříková, Ph.D., v zastoupení širšího autorského kolektivu didaktiků, z Centra podpory přírodovědného vzdělávání PřF UJEP za knihu Didaktické zásady v přírodovědném vzdělávání: metodická příručka pro učitele biologie, chemie, fyziky, geografie, informatiky, matematiky a lektory environmentální výchovy (Jančaříková a kol., 2022). Oceněná kniha je ojedinělým počinem v oblasti oborových didaktik, oživuje zdánlivě mrtvý koncept didaktických zásad a poskytuje na něj moderní pohled s důrazem na jejich efektivní využití ve výuce. 